# 1989 UU3
1989 UU3 är en asteroid i huvudbältet som upptäcktes den 29 oktober 1989 av de båda japanska astronomerna Toshimasa Furuta och Yoshikane Mizuno vid Kani-observatoriet.